# Xian de Huachuan
Le xian de Huachuan (桦川县 ; pinyin : Huàchuān Xiàn) est un district administratif de la province du Heilongjiang en Chine. Il est placé sous la juridiction de la ville-préfecture de Jiamusi.

## Démographie
La population du district était de 212 323 habitants en 1999.